# Candaca
Das Candaca oder Candy/Kändy war ein ostindisches Volumenmaß für trockene Waren in der Präsidentschaft Madras.
- 1 Candaca = 20 Colagas = 320 Seers pucca = 19.769,6 Pariser Kubikzoll = 392,16 Liter